# Linciîn, Berezne
Linciîn (în ucraineană Лінчин) este un sat în comuna Balașivka din raionul Berezne, regiunea Rivne, Ucraina.

## Demografie
Componența lingvistică a localității Linciîn
     Ucraineană (99,86%)
Conform recensământului din 2001, majoritatea populației localității Linciîn era vorbitoare de ucraineană (99,86%), existând în minoritate și vorbitori de alte limbi.